# طرخشقون ضيق العصفة
طرخشقون ضيق العصفة (باللاتينية: Taraxacum stenolepium ) هو نوع نباتي يتبع جنس الطرخشقون من القبيلة الشيكورية.